# Night Lakes
Night Lakes – album studyjny polskiego muzyka jazzowego Krzysztofa Ścierańskiego. Wydawnictwo ukazało się 10 marca 2014 roku nakładem Agencji Muzycznej Polskiego Radia. Ścierańskiego, który zarejestrował partie gitary elektrycznej i basowej w nagraniach wsparli perkusista Przemek Kuczyński, saksofonista Michał Kobojek, klawiszowcy Michał Łyczek i Witold Janiak. Gościnnie na płycie wystąpił ponadto Tomas Sanchez, który zagrał na instrumentach perkusyjnych. W otwierającym album utworze pt. „Petite Fleur” zaśpiewał Regi Wooten – starszy brat Victora Wootena. Z kolei w utworze „Ołów” zarejestrowanym podczas koncertu jubileuszowego Ścierańskiego w 2004 roku zagrali Zbigniew Jakubek (instrumenty klawiszowe), Bernard Maseli (wibrafon), Marek Napiórkowski (gitara) i Michał Dąbrówka (perkusja). 
Płyta dotarła do 44. miejsca polskiej listy przebojów (OLiS).

## Lista utworów
Źródło.
1. „Petite Fleur” – 6:16
2. „W niebiesiech” – 5:56
3. „Night Lakes” – 4:08
4. „Summer 69” – 3:52
5. „Telecountry” – 2:38
6. „Coffee with Salt” – 2:38
7. „Dedykacja” – 5:13
8. „Obsession” – 7:49
9. „Menel Blues” – 1:22
10. „Blue Jam” – 4:14
11. „Evora” – 5:26
12. „Ołów” – 6:44

## Twórcy
Źródło.
- Krzysztof Ścierański – gitara basowa, fretless, gitara elektryczna
- Marek Napiórkowski – gitara elektryczna
- Zbigniew Jakubek, Witold Janiak, Michał Łyczek – instr. klawiszowe
- Michał Kobojek – saksofon
- Przemek Kuczyński – perkusja
- Thomas Sanchez – instr. perkusyjne